# Arthur Rooke
Arthur Rooke foi um ator e diretor britânico da era do cinema mudo. Pelo início da década de 1920, ele foi um dos mais bem-sucedidos diretores de cinema britânico.

## Filmografia selecionada
Diretor
- Thelma (1918)
- God's Clay (1919)
- The Mirage (1920)
- The Lure of Crooning Water (1920)
- A Sporting Double (1922)
- M'Lord of the White Road (1923)
- The Gay Corinthian (1924)
- Nets of Destiny (1924)
- The Wine of Life (1924)
- The Diamond Man (1924)
- The Blue Peter (1928)

Ator
- Thelma (1918)
- God's Clay (1919)